# حصن باقروان (حجر)
'

تعديل مصدري - تعديل

حصن باقروان هي إحدى قرى عزلة الجول بمديرية حجر التابعة لمحافظة حضرموت، بلغ تعداد سكانها 298 نسمة حسب تعداد اليمن لعام 2004.